# Улица Степана Разина (Иркутск)
Улица Степа́на Ра́зина (бывшая Семёновская, Почта́мтская) — улица в Правобережном округе города Иркутска, одна из центральных и старейших улиц города. Расположена в историческом центре между параллельными ей улицами Марата и 5-й Армии, начинается от пересечения с улицей Чкалова, заканчивается пересечением с улицей Горького.
В 2010 году был проведён капитальный ремонт улицы Степана Разина.
В 2012 году на перекрёстке улиц Степана Разина и Свердлова зону межрельсового пространства впервые в городе вымостили резинополимерным покрытием.

## Общественный транспорт
Улица Степана Разина является одной из транспортных артерией города, по ней осуществляют движение трамваи.

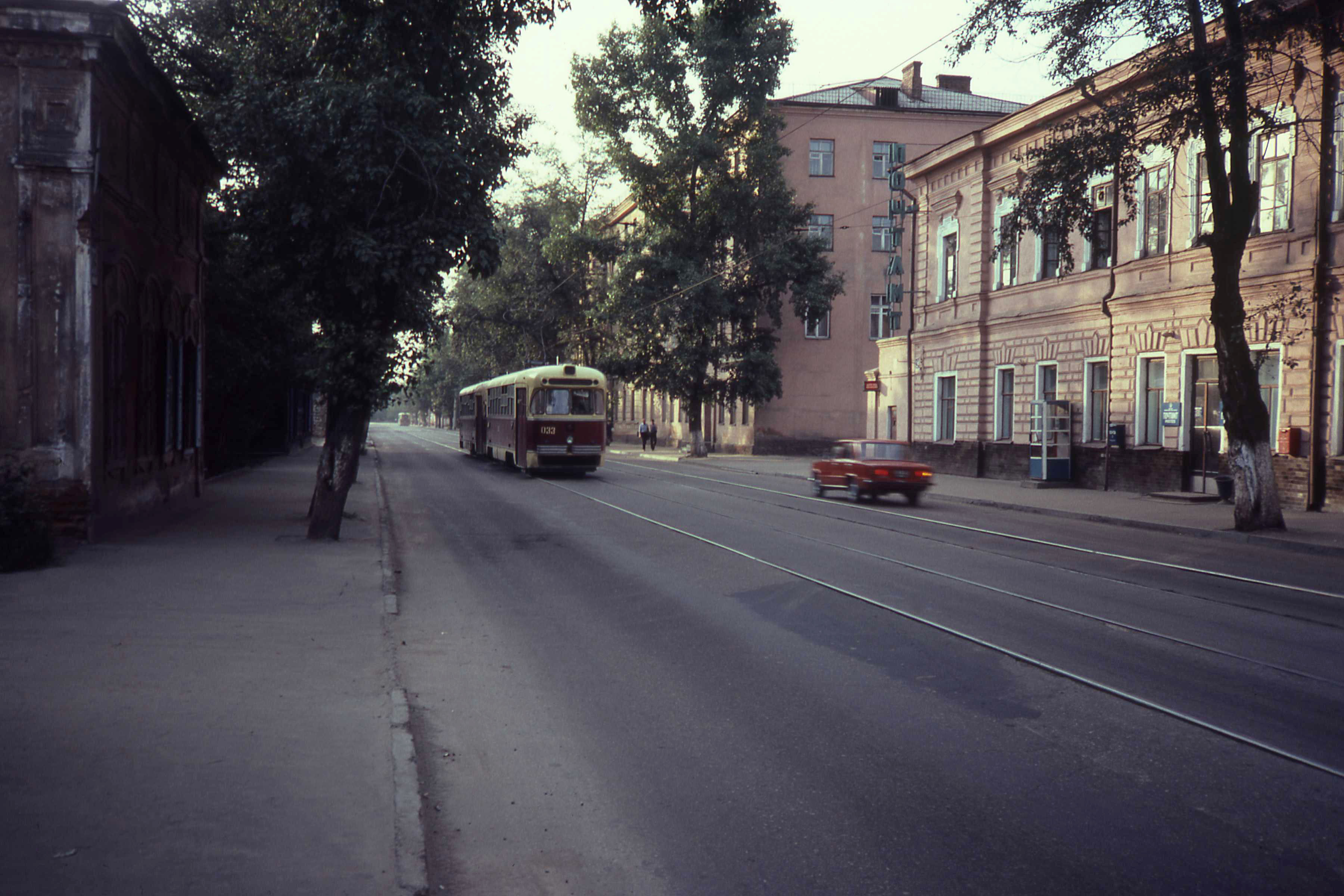
Улица Степана Разина (1982).

## Здания и сооружения
Нечётная сторона
- 11 — Дворец Бичайханова
- 23 — Почтовое отделение № 25.

Чётная сторона
- 40 — Дом литераторов имени П. П. Петрова[3], Иркутское региональное отделение Союза писателей России, редакция литературного журнала «Сибирь».